# Tsutomu Ōyokota
Tsutomu Ōyokota (japonès: 大横田勉)  (Hiroshima, 20 d'abril de 1913 - 9 d'octubre de 1994) va ser un nedador japonès que va competir durant les dècades de 1920 i 1930.
Mentre estudià a la Universitat de Meiji va establir el rècord nacional dels 200 (2'14.6") i 400 metres (4'50.4"). El 1932 va prendre part en els Jocs Olímpics de Los Angeles, on va guanyar la medalla de bronze en els 400 metres lliures del programa de natació.